# ويليام س. بيكر
ويليام س. بيكر (بالإنجليزية: William C. Baker) هو محامي أمريكي، ولد في 15 مارس 1858 في Wickford, Rhode Island ‏ في الولايات المتحدة، وتوفي في 1931.